# Raphael Veiga
Raphael Cavalcante Veiga (ur. 19 czerwca 1995 w São Paulo) – brazylijski piłkarz grający na pozycji ofensywnego pomocnika w klubie SE Palmeiras.

## Kariera reprezentacyjna
25 marca 2023 zadebiutował w reprezentacji Brazylii w towarzyskim meczu z Maroko. Na boisku spędził 5 minut.

## Sukcesy

### Palmeiras
- Copa Libertadores: 2020
- Copa Libertadores: 2021
- Recopa Sudamericana: 2022
- Mistrz Brazylii: 2022
- Mistrz Brazylii: 2023
- Puchar Brazylii: 2020
- Superpuchar Brazylii: 2023

### Athletico Paranaense
- Copa Sudamericana: 2018[3]